# Poiana Blenchii
Poiana Blenchii is een Roemeense gemeente in het district Sălaj.
Poiana Blenchii telt 1266 inwoners.